# Frederick Octavius Pickard-Cambridge

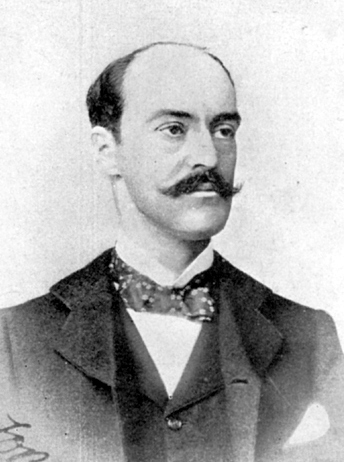
Frederick Octavius Pickard-Cambridge

Frederick Octavius Pickard-Cambridge (Warmwell, Dorset, 3 november 1860 - Wimbledon, 9 februari 1905) was een Brits arachnoloog.
Zijn auteursidentificatie is F. O. Pickard-Cambridge of F. O. P.-Cambridge.
Hij wordt geregeld verward met zijn oom, Octavius Pickard-Cambridge (1828-1917), die ook arachnoloog was.

## Biografie
Hij studeerde af aan het Exeter College aan de Universiteit van Oxford, met een bachelor in de filosofie. Hij werd onderpastoor in Carlisle, maar stopte daar na een paar jaar mee om van zijn talent als biologisch tekenaar zijn beroep te maken.
In 1894-1895 verbleef hij meerdere maanden op een schip op de Amazone en begon toen ook verslagen te schrijven over ontdekte spinnen.
Zijn extreme religieuze en politieke ideeën, die hem het priesterschap deden opgeven, beïnvloedden op den duur ook zijn wetenschappelijk werk. Daardoor kwam hij met veel andere wetenschappers in discussie, wat ook op zijn - nochtans beloftevolle - carrière als wetenschapper een negatief effect had.
Op 9 februari 1905 pleegde hij zelfmoord.
- Stuttgart Database of Scientific Illustrators 1450–1950: 4321
- Gemeinsame Normdatei: 116178760
- International Standard Name Identifier: 0000 0000 3863 8852
- Library of Congress Control Number: nb2008000851
- Nederlandse Thesaurus van Auteursnamen: 237185628
- Virtual International Authority File: 49970013
- WorldCat: E39PBJwdggfBHRccPdqy4HtVG3